# Chika Arakawa
Chika Arakawa (荒川 ちか Arakawa Chika?,  Yokohama, Prefectura de Kanagawa, 29 de julio de 1999) es una idol, actriz y modelo japonesa. Está afiliada a Very Berry Production.

## Biografía
Arakawa nació el 29 de julio de 1999 en la ciudad de Yokohama, Kanagawa. Comenzó a actuar a una edad muy temprana, debutando a la edad de cuatro años en el musical Annie, en el año 2003. En 2007, Arakawa apareció en su primer largometraje, Tomie vs Tomie. En 2009, hizo su debut como modelo apareciendo en la portada de Sho → Boh, una revista dedicada a idols juveniles producida por Kaio Corporation. La revista es exclusiva para modelos que aún son estudiantes de primaria.  
En 2010, Arakawa apareció en la película rusa Yakuza Girl, y en 2011 la misma fue exhibida en el Festival Internacional de Cine de Comedia de Cluj, dónde recibió el premio a la mejor actriz. En 2012, Arakawa se graduó de Sho → Boh realizando una última aparición en el volumen número 24. En julio de ese mismo año, apareció en la portada de Chu → Boh, revista hermana de la anterior y dedicada a idols adolescentes. En agosto de 2012, también modeló para Pitiremon. 
En diciembre de 2012, Arakawa se unió al grupo idol Otome Shinto, donde su color distintivo era el rojo. Se graduó del grupo el 5 de julio de 2014 junto a Wakana Aoi. Desde su debut como actriz, ha aparecido en decenas de películas, dramas y comerciales.

## Filmografía

### Televisión
- Aru Hi, Ahiru Bus (NHK BS Premium, 2015, ep1)
- Ishitachi no Renai Jijou (Fuji TV, 2015, ep2)
- Kasuka na Kanojo (Fuji TV, 2013) como Kaori Nomoto
- Onna Nobunaga (Fuji TV, 2013)
- Kazoku no Uta (Fuji TV, 2012) como Nanami Takamura
- Bitter Sugar (NHK, 2011)
- Inu no Kieta Hi (NTV, 2011)
- Ohisama (NHK, 2011) como Yuki Tanaka (joven)
- School!! (Fuji TV, 2011)
- Uta no Onii-san (TV Asahi, 2009)
- Tokyo Daikushu (NTV, 2008)

### Cine
- A Summer Day, Your Voice (2015)
- A Cup of Life (2015)
- Tokyo Family (2013)
- Riyuu (2012) - Nobuko Katakura
- The Shock Labyrinth (2009)
- Oneechanbara: The Movie - Vortex (2009)
- Tokyo Daikushu (2008)
- Asyl: Park and Love Hotel (2008)
- Apartment 1303 (2007)
- Tomie vs Tomie (2007)